# Dakota (Wisconsin)
Dakota è un comune degli Stati Uniti, situato in Wisconsin, nella Contea di Waushara.